# نزاع الشيخ جراح

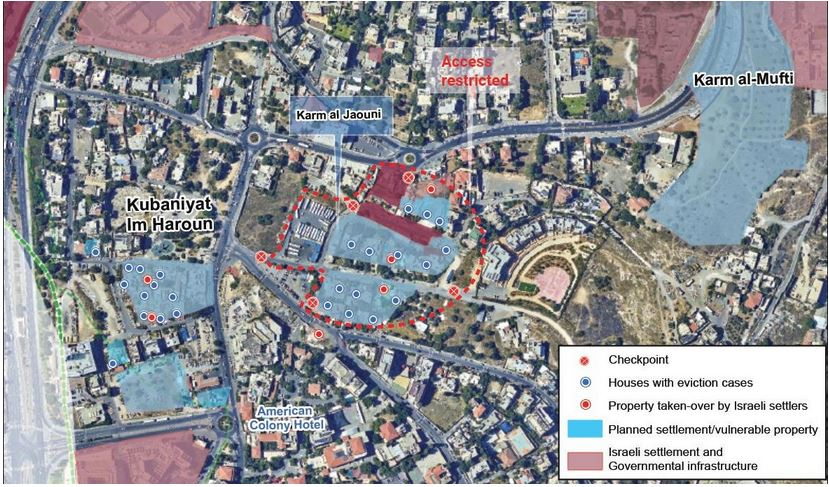
نقاط التفتيش منذ 3 مايو 2021 في منطقة كرم الجاعوني بالشيخ جراح

نزاع الشيخ جراح، والذي وصفته الحكومة الإسرائيلية ومؤيدوها بأنه "نزاع على الممتلكات والعقارات"، ومن وجهة نظر الفلسطينيين بأنه حدث "طرد" أو "تهجير" أو "تطهير عرقي" ومسألة ذات أهمية دولية. وهو عبارة عن نزاع قانوني وسياسي طويل الأمد بين الفلسطينيين والإسرائيليين حول ملكية بعض العقارات والوحدات السكنية في الشيخ جراح، وتعتبر عمليات الإخلاء سببًا مساهمًا في الأزمة الإسرائيلية الفلسطينية 2021.
وقد وصف النزاع بأنه نموذج مصغر للنزاعات الإسرائيلية الفلسطينية على الأراضي منذ عام 1948، وأشارت الأكاديمية كريستين آلفّ إلى أن "وصف عمليات نزع الملكية في الشيخ جراح بأنها نزاع "عقاري" يخفي التاريخ الحقيقي لملكية الأراضي" في المناطق – وهو أمر معقد ومتنازع عليه ونادرا ما يحسم للفلسطينيين. كما تسمح القوانين الإسرائيلية لليهود بتقديم مطالبات بشأن الممتلكات التي كانوا يملكونها قبل عام 1948، ولكنها ترفض مطالبات الفلسطينيين بالممتلكات التي كانوا يملكونها قبل عام 1948 في القدس الشرقية. وحسب ميدل إيست آي، إن النزاع هو جزء من استراتيجية الحكومة الإسرائيلية الاستيطانية في الحوض التاريخي [الإنجليزية]. وقال أرييه كينغ [الإنجليزية]، أحد مؤسسي المجمع الاستيطاني معاليه هزيتيم [الإنجليزية]، لصحيفة نيويورك تايمز إن طرد العائلات الفلسطينية كان "بالطبع" جزءًا من استراتيجية البلدية لخلق "طبقات من اليهود" في جميع أنحاء القدس الشرقية. وقد أثرت "عمليات الترحيل القسري والإجراءات قانونية مطولة لعكس أمر الإخلاء" على العديد من العائلات الفلسطينية في القدس الشرقية.
تشمل أراضي الشيخ جراح المعنية مجمعي نحلات شمعون الصديق [الإنجليزية]، كرم الجاعوني وأم هارون إلى الشرق والغرب من طريق نابلس. الفلسطينيون الذين يعيشون في الشيخ جراح كانوا في يوم من الأيام لاجئين وتنازلوا عن وضعهم كلاجئين والحقوق التي جاءت معها مقابل ممتلكات حصلوا عليها في يانصيب الأنروا. وفقًا للتشريعات الإسرائيلية، لا يحق لهم استعادة منازلهم التي كانت موجودة قبل عام 1948 في حيفا أو الصرفند أو يافا. وفقًا لوجهة النظر الفلسطينية، تفتقر المحاكم الإسرائيلية إلى الولاية القضائية على النزاعات على الأراضي في ما هو أرض محتلة بموجب القانون الدولي لأن الشيخ جراح خارج إسرائيل نفسها أو الخط الأخضر، وتهجير الناس في الأراضي المحتلة يعتبر جريمة حرب بموجب القانون الدولي ونظام روما الأساسي. وقال مكتب حقوق الإنسان التابع للأمم المتحدة "بما أن الشيخ جراح تقع في القدس الشرقية، التي تعتبر أرضاً محتلة، فإن القانون الدولي الإنساني يحظر مصادرة الممتلكات الخاصة، كما أن إخلاء العائلات الفلسطينية يمكن أن يرقى إلى جرائم حرب.

## خلفية
في عام 1876، خلال العهد العثماني، استحوذ مجلس الطائفة السفاردية والمجلس الأشكناز العام لمجمع إسرائيل على كهف شمعون الصّديق [الإنجليزية]، مغارة سنهدرين الصغرى [الإنجليزية]، والأراضي المجاورة، والتي كانت مسجلة لدى السلطات العثمانية لليهود السفارديم باسم الحاخام أبراهام أشكنازي [الإنجليزية]، ولليهود الأشكناز باسم الحاخام مئير أورباخ [الإنجليزية]. يُعتقد في التقاليد اليهودية أن القبر يعود لسمعان العادل أو شمعون الصديق، إنه رئيس الكهنة في عهد "الهيكل الثاني" وزمن الإسكندر المقدوني (313 قبل الميلاد)، وتتغنى بأخلاقه وأمثاله المشهورة الواردة في التوراة الشفوية (المشناه)، وتعتبره شخصية يهودية ذات تقوى ومعجزات. واستنادًا إلى النقوش في الموقع، يتفق العلماء على انه موقع دفن يعود إلى القرن الثاني الميلادي لمربية رومانية تدعى جوليا سابينا.

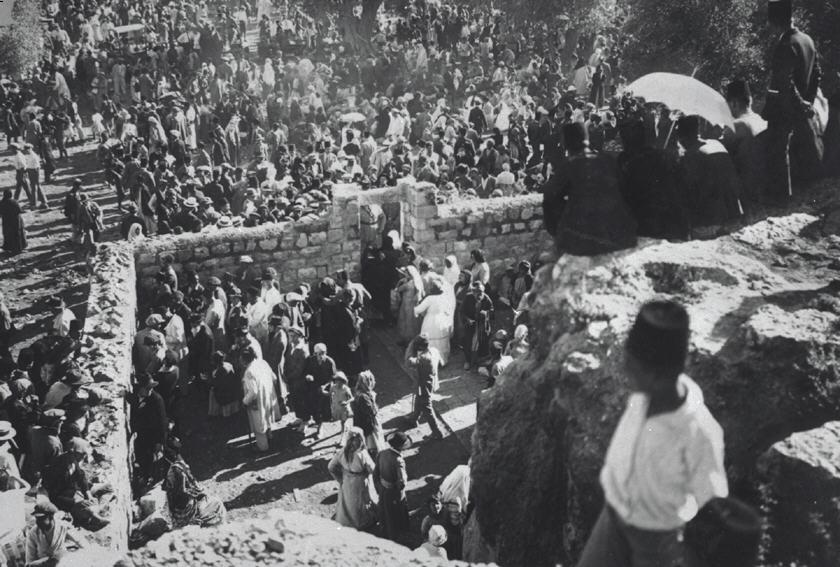
اليهود في نحلات شمعون في طريقهم إلى قبر شمعون الصديق، 1927

أقيم حي شمعون الصديق [الإنجليزية] عام 1890 في المنطقة الواقعة شرقي طريق نابلس التابعة لطائفة السفارديم. كما وبدأ البناء في نحلات شمعون [الإنجليزية] عام 1891 غرب طريق نابلس. وبالنسبة للممتلكات، أصدر بعض الفلسطينيين سندات ملكية تعود إلى العهد العثماني للطعن في أي ملكية يهودية سابقة. وبحسب قرار محكمة إسرائيلية، كانت الوثائق العربية مزورة بينما كانت وثيقة الملكية اليهودية حقيقية.
كان هناك ما يقرب من 100 منزل يهودي في المنطقة في عام 1947. وبعد حرب 1948، سيطر الأردن على القدس الشرقية، ونقل السكان اليهود الذين اضطروا إلى مغادرة منازلهم إلى مساكن فلسطينية في القدس الغربية. وإلى الجنوب من القبر، ظل الجزء الأشكنازي من الممتلكات غير مطور، وبنيت 28 وحدة سكنية للاجئين الفلسطينيين هناك في عام 1956. اتفقت الحكومة الأردنية مع وكالة الإغاثة وتشغيل اللاجئين الفلسطينيين التابعة للأمم المتحدة (أونروا) على إيواء 28 عائلة فلسطينية لاجئة. وهذه العائلات الفلسطينية قد طُردت سابقاً من منازلها في حيفا ويافا عام 1948.
وفي المناطق التي كانت تحت السيطرة الإسرائيلية في عام 1948، هُجر ما يقرب من 750,000 فلسطيني من منازلهم، وأخليت حوالي 400 بلدة وقرية فلسطينية من سكانها، وان الغالبية العظمى من المجتمع الفلسطيني الثري في القدس الغربية حوالي 28,000 شخص، منهم حوالي 750 شخصًا فقط (معظمهم من اليونانيين والمسيحيين) سُمح لهم بالبقاء أو الفرار أو الطرد؛ ونُهبت ممتلكاتهم قبل الاستيلاء عليها ومنحها لليهود. وفي الفترة نفسها، خلال حرب 1948، تم إجلاء السكان اليهود في شمعون الصديق ونحلات شمعون بعد أن طلبت منهم عصابة الهاغاناه اليهودية لأسباب أمنية. أُجبر أكثر من 10,000 يهودي في نهاية المطاف على مغادرة منازلهم في المناطق الخاضعة للسيطرة العربية ونقلهم إلى مناطق داخل الجانب الإسرائيلي من خط الهدنة، مع 2000 مدني من البلدة القديمة. ووفقاً للقاضي الفخري مايكل بن يائير [الإنجليزية]، فإن جميع هؤلاء اليهود الذين تم إجلاؤهم من الشيخ جراح حصلوا على منازل فلسطينية في القدس الغربية كتعويض. استولت إسرائيل على 10,000 مسكن فلسطيني معظمها مفروش بالكامل في القطاع الغربي من القدس وحدها، وحُرم أصحابها الأصليون والفلسطينيون الذين كان لديهم ممتلكات في مناطق أخرى من فلسطين الانتدابية وما أصبح فيما بعد إسرائيل من استعادة ممتلكاتهم.

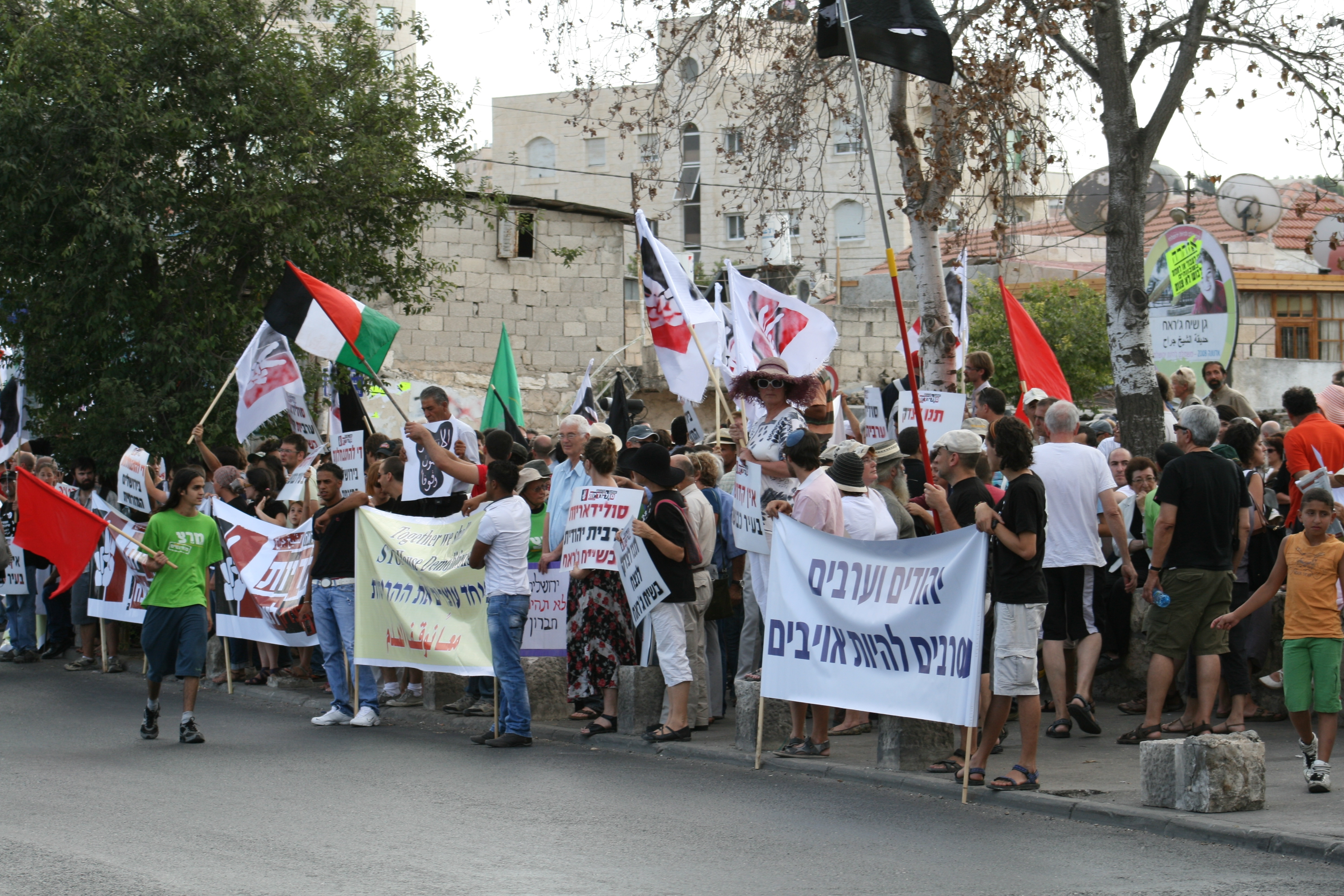
مظاهرة الشيخ جراح ضد إخلاء العائلات الفلسطينية، أغسطس 2010